# 克瑙夫山
克瑙夫山（英語：Mount Knauff），是南極洲的山峰，位於維多利亞地的彭內爾海岸，處於埃格伯格冰川和達格代爾冰川終點之間，海拔高度超過1,000米，現時由南極條約體系管理。